# Elecciones estatales de Tabasco de 2009
Las Elecciones estatales de Tabasco de 2009 se llevarán a cabo el domingo 18 de octubre de 2009, y en ellas serán renovados los titulares de los siguientes cargos de elección popular del estado mexicano de Tabasco:
- 36 diputados del Congreso del Estado: 21 diputados electos por mayoría relativa elegidos en cada uno de los distritos electorales del estado, y 15 electos por el principio de representación proporcional.
- 17 ayuntamientos: Formados por un presidente municipal, un síndico y un grupo de regidores, electos para un periodo de tres años, no reelegibles de manera consecutiva.

## Candidatos

Distribución de municipios de por partido político

### Ayuntamientos
| Partido/Alianza                                                       | Partido/Alianza                              | Municipios | Municipios |
| --------------------------------------------------------------------- | -------------------------------------------- | ---------- | ---------- |
|                                                                       | Partido Acción Nacional                      | 2          |            |
|                                                                       | Coalición Primero Tabasco (PRI, PANAL y PSD) | 9          |            |
|                                                                       | Partido de la Revolución Democrática         | 5          |            |
|                                                                       | Partido del Trabajo                          | 1          |            |
|                                                                       | Partido Verde Ecologista de México           | 0          |            |
|                                                                       | Convergencia                                 | 0          |            |
| Fuente: Instituto Electoral y de Participiación Ciudadana de Tabasco. |                                              |            |            |

#### Ayuntamiento de Villahermosa
|  | 2.48 % |

|  | 49.08 % |

|  | 43.24 % |

|  | 0.43 % |

|  | 1.29 % |

|  | 0.76 % |

|  | 0.06 % |

|  | 2.69 % |

|  | 100.00 % |

#### Ayuntamiento de Macuspana
- Alfonso Pérez Álvarez  Hecho

#### Ayuntamiento de Balancán
- Milton Lastra Valencia  Hecho

#### Ayuntamiento de Cárdenas
- Nelson Pérez Valencia  Hecho

### Diputaciones
| Partido/Alianza                                                       | Partido/Alianza                        | Distritos | Distritos |
| --------------------------------------------------------------------- | -------------------------------------- | --------- | --------- |
|                                                                       | Partido Acción Nacional                | 2         |           |
|                                                                       | Coalición Primero Tabasco (PRI, PANAL) | 14        |           |
|                                                                       | Partido de la Revolución Democrática   | 5         |           |
|                                                                       | Partido del Trabajo                    | 0         |           |
|                                                                       | Partido Verde Ecologista de México     | 0         |           |
|                                                                       | Convergencia                           | 0         |           |
| Fuente: Instituto Electoral y de Participiación Ciudadana de Tabasco. |                                        |           |           |

## Desarrollo de campaña
El periodo de campaña proselitista comenzó oficialmente el 4 de septiembre de 2009, al día siguiente, 5 de septiembre, fue asesinado José Francisco Fuentes Esperón, candidato del PRI a diputado local por el IV Distrito Electoral Local de Tabasco, con sede en el municipio de Centro, junto con su esposa e hijos. Ante ello, todos los partidos políticos anunciaron la suspensión de campañas de manera indefinida.